# Хабар (телевизионен канал)
Хабар е телевизионен канал в Казахстан, собственост на агенция „Хабар“. Излъчва новини, развлекателни и образователни програми, токшоута, документални и игрални филми. Предаванията му са на казахски и руски език. Основан е през 1995 г.
Сред известните водещи и журналисти, които са работили или работят в телевизия Хабар са: Йерлан Бекхожин, Лязат Танисбай, Зейн Алипбек, Светлана Коковинец, Айгул Мукей, Кимбат Хангелдина, Дана Нуржигит, Кимбат Досжан, Владимир Рьорих, Зарана Динекгеу Бибигу, Килимов Арслан, Александър Скоробогатов, Сергей Куянов, Сергей Пономарев и др.
През 2015 г. телевизията е автор на 10 сериала с общо 116 епизода, включително 2 исторически сериала – „Құстар әні“ (за живота на казахстанския композитор Нургиса Тлендиев) и „Ақылдың кілті. Өмір дастаны“ (въз основа на думите на назидание на казахстанския философ Абай Кунанбаев).

## История
През 1994 г. на базата на информационната услуга на казахстанската телевизия е създаден телевизионният канал Хабар. На 27 януари 1997 г. телевизионен канал Хабар започва да се излъчва на собствена честота. 14 часа излъчване на ден са изпълнени с програми от различни жанрове. В ефира започват да се появяват не само информационни програми, но и телевизионни програми за култура, образователни и развлекателни проекти, токшоута, музикални концерти.
От 1 декември 2012 г. се излъчва от медиен център „Қазмедиа орталығы“ в Астана.
От 1 януари 2016 г. телевизия Хабар е асоцииран член на Европейския съюз за радио и телевизия (ЕСРТ).